# Фелипе Лопес-Пачеко де ла Куэва
Фелипе Лопес Пачеко и де ла Куэва ( исп. Felipe López-Pacheco de la Cueva; 13 сентября 1727, Мадрид — 24 июля 1798, Мадрид) — испанский аристократ и военный, гранд Испании, 12-й герцог Эскалона, 16-й маркиз Агилар-де-Кампоо, 12-й маркиз де Вильена, 5-й маркиз Ассентар, 7-й маркиз Бедмар, 13-й маркиз де Мойя, 11-й маркиз Элиседа, 13-й маркиз Вильянуэва-дель-Фресно, 13-й маркиз Баркаррота, 12-й граф Хикена, 17-й граф де Сан-Эстебан-де-Гормас, 20-й граф Кастаньеда, 14-й канцлер (почетный) майор Кастилии, 5-й граф Вильянова.

## Биография
Родился 13 сентября 1727 года в Мадриде. Единственный сын Марсиано Фернандеса Пачеко, 12-го маркиза Мойя (1688—1743), генерал-лейтенанта королевской армии, и Марии Франсиски де ла Куэва и Акунья (1700—1754), 4-й маркизы Ассентар, 4-й маркизы Бедмар, 4-й графини Вильянова, грандессы Испании, дамы королевы Марии Луизы Орлеанской и королевы Изабеллы де Фарнезе. Его сестрой была Мария Франсиска Пачеко Португал Акунья Манрике Сильва, 14-я маркиза Мойя и 18-я графиня де Сан-Эстебан-де-Гормас.
Он начал свою карьеру в качестве кадета испанской пехотной гвардии, где он служил до 1747 года, когда он был награжден командование Рейнским пехотным полком. В 1775 году, будучи полковником Арагонского полка, участвовал в Алжирской экспедиции, командуя бригадой, где был ранен. Затем он был произведен в фельдмаршалы, а затем в генерал-лейтенанты королевских армий во время правления короля Испании Карлоса III. В 1780 году король назвал его своим главным кабальеро и мэром Монтеро. Он был членом Королевской испанской академии и кавалером Ордена Золотого Руна с 1789 года. Он также был кавалером Ордена Сантьяго.
1 декабря 1743 года после смерти своего отца Марсиано Фернандеса Пачеко, 12-го маркиза Мойя, Фелипе Лопес Пачеко и де ла Куэва унаследовал титул 13-го маркиза Мойя.
27 апреля 1751 года после смерти своего двоюродного брата, Хуана Пабло Франсиско Лопес Пачеко, 11-го герцога Эскалона (1716—1751), не оставившего после себя мужского потомства, Фелипе Лопес Пачеко и де ла Куэва унаследовал его главные титулы и владения, став 12-м герцогом Эскалона и 12-м маркизом Вильена.
21 февраля 1750 года Фелипе Лопес Пачеко и де ла Куэва женился на Марии Луизе Сентурион-и-Веласко (1716 — 22 января 1799), дочери Мануэля Сентуриона и Ариас Давилы, 6-го маркиза де Эстепа, и Марии Леонор де Веласко Айяла и Фернандес де Кордова. Мария Луиза была основательницей второго монастыря Визитасьон-де-Санта-Мария, а также носила титулы: 18-й маркизы Эстепа, 14-й графини Фуэнсалида, 8-й графини Кольменар-де- Ореха, 9-й маркизы Лаула, 9-й маркизы Вивола, 9-й маркизы Монте-де-Вай, 10-й графини Лас-Посадас, 8-й графини Каса-де-Пальма, 10-й графини Барахас, 9-й маркизы Аламеда, 11-й графини Пуньонростро, 3-й маркизы де Касасола. Их брак оказался бездетным.